# Pepita Ferrer Lucas
Pepita Ferrer Lucas (ur. 7 maja 1938 w Barcelonie, zm. 14 stycznia 1993) – hiszpańska szachistka, mistrzyni międzynarodowa od 1974 roku.

## Kariera szachowa
Od połowy lat 50. XX wieku do połowy 80. należała do ścisłej czołówki hiszpańskich szachistek. Wielokrotnie startowała w finałach indywidualnych mistrzostw kraju, zdobywając 8 złotych (1961, 1963, 1969, 1971, 1972, 1973, 1974, 1976) oraz 2 srebrne medali (1957, 1959). Była również czterokrotną mistrzynią Katalonii (1956, 1958, 1959, 1981).
W czasie swojej kariery siedmiokrotnie (w tym 2 razy na I szachownicy) uczestniczyła w szachowych olimpiadach, w latach 1974–1986 (przed 1974 r. zespół hiszpański nie startował w turniejach olimpijskich). Rozegrała łącznie 71 partii, w których zdobyła 38 punktów. Największy sukces odniosła w 1976 r. w Hajfie, gdzie szachistki hiszpańskie zdobyły brązowe medale.
Dwukrotnie zakwalifikowała się do turniejów międzystrefowych (eliminacji mistrzostw świata: w 1973 r. na Minorce zajęła XIV m. (w stawce 20 zawodniczek), natomiast w 1985 r. w Żełeznowodsku zajęła ostatnie XVI miejsce. Za pierwszy z tych wyników Międzynarodowa Federacja Szachowa przyznała jej w 1974 r., jako pierwszej hiszpańskiej szachistce w historii, tytuł mistrzyni międzynarodowej.